# Regering-Rechberg
Dit artikel geeft een overzicht van de regering onder Johann Bernhard von Rechberg und Rothenlöwen in het Keizerrijk Oostenrijk.
| Functie                   | Persoon                                      | Van              | Tot              |
| ------------------------- | -------------------------------------------- | ---------------- | ---------------- |
| Minister-president        | Johann Bernhard von Rechberg und Rothenlöwen | 21 augustus 1859 | 4 februari 1861  |
| Buitenlandse Zaken        | Johann Bernhard von Rechberg und Rothenlöwen | 21 augustus 1859 | 4 februari 1861  |
| Onderwijs                 | Leo von Thun und Hohenstein                  | 21 augustus 1859 | 20 oktober 1860  |
| Onderwijs (gevolmachtigd) | Alexander von Helfert                        | 20 oktober 1860  | 4 februari 1861  |
| Financiën                 | Karl Ludwig von Bruck                        | 21 augustus 1859 | 22 april 1860    |
| Financiën (gevolmachtigd) | Ignaz von Plener                             | 23 april 1860    | 4 februari 1861  |
| Binnenlandse Zaken        | Agenor Gołuchowski                           | 28 augustus 1859 | 13 december 1860 |
| Staatsminister            | Anton von Schmerling                         | 13 december 1860 | 4 februari 1861  |
| Justitie                  | Franz Nádasdy                                | 21 augustus 1859 | 20 oktober 1860  |
| Justitie                  | Josef Lasser von Zollheim                    | 20 oktober 1860  | 4 februari 1861  |
| Politie                   | Johann Alexander von Hübner                  | 21 augustus 1859 | 21 oktober 1859  |
| Politie                   | Adolf von Thierry                            | 21 oktober 1859  | 19 oktober 1860  |
| Politie                   | Karl Mecséry de Tsóor                        | 20 oktober 1860  | 4 februari 1861  |
| Oorlog                    | August von Degenfeld-Schonburg               | 20 oktober 1860  | 4 februari 1861  |
| Zonder portefeuille       | Anton Szecsen                                | 20 oktober 1860  | 4 februari 1861  |

Kolowrat · Pillersdorf · Wessenberg · Schwarzenberg · Buol · Rechberg · Aartshertog Reinier · Belcredi